# ყ
Q'ari (asomtavruli Ⴗ, nuskhuri ⴗ, mkhedruli ყ) es la letra 27 del alfabeto georgiano.
En el sistema de numeración georgiano tiene un valor de 800.
Q'ari es una oclusiva uvular sorda con alófono eyectivo y se pronuncia como una k'ani muy dura.

## Letra
| asomtavruli | nuskhuri | mkhedruli |
| ----------- | -------- | --------- |
|             |          |           |

## Codificación digital
| asomtavruli | nuskhuri | mkhedruli |
| ----------- | -------- | --------- |
| U + 10B7    | U + 2D17 | U + 10E7  |

## Braille
| mkhedruli |
| --------- |
|           |